# Jaroslav Balcar
Jaroslav Balcar (ur. 27 marca 1953 we Vrchlabí, zm. 4 kwietnia 2015) – czechosłowacki skoczek narciarski, olimpijczyk (1976). Brat Jindřicha oraz bratanek Jana, którzy również byli skoczkami narciarskimi.

## Życiorys
W 1976 podczas XII Zimowych Igrzysk Olimpijskich w Innsbrucku w konkursie na normalnej skoczni zajął miejsce tuż za podium, przegrywając jedynie z Hansem-Georgiem Aschenbachem, Jochenem Dannebergiem i Karlem Schnablem. Olimpijski konkurs na dużym obiekcie ukończył na 14. miejscu.
W sezonach 1975/76 oraz 1976/77 brał udział odpowiednio w 24. i 25. Turnieju Czterech Skoczni. Jego najlepszym wynikiem w pojedynczych zawodach turnieju była 15. lokata w Bischofshofen w 1977.
W pierwszym sezonie Pucharu Świata w skokach narciarskich (1979/1980) zaliczył swoje jedyne dwa starty w konkursach tej rangi. 24 i 25 marca 1980 wystąpił w zawodach rozgrywanych w Szczyrbskim Jeziorze, gdzie zajął 86. i 71. miejsce.
Po raz ostatni w międzynarodowych zawodach uczestniczył w sezonie 1981/1982, kiedy w konkursach cyklu Pucharu Europy w Libercu i Harrachovie zajął odpowiednio 59. i 57. miejsce.

## Igrzyska olimpijskie
- Indywidualnie
  - 1976  Innsbruck – 4. miejsce (normalna skocznia), 14. miejsce (duża skocznia)

## Turniej Czterech Skoczni

### Miejsca w klasyfikacji generalnej
- 1975/1976 – 39.[3]
- 1976/1977 – 31. lub 30.[1]